# 艦隊法

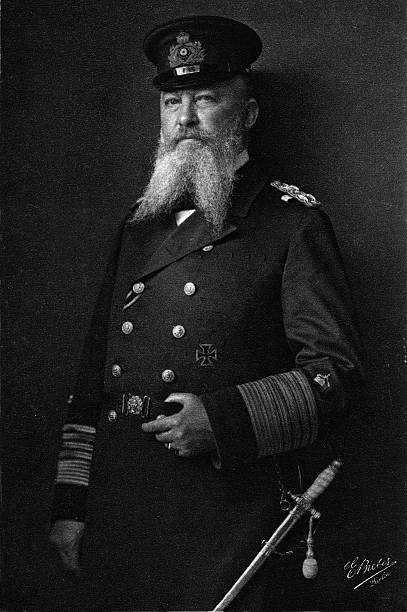
ティルピッツ

艦隊法（かんたいほう、Flottengesetze）は、ドイツ帝国で1898年、1900年、1908年、1912年に成立した4つの法律の総称である。皇帝ヴィルヘルム2世と海軍大臣アルフレート・フォン・ティルピッツに擁護されたこれらの法律は、イギリス海軍に対抗できる海軍を建設するというものであった。
ヴィルヘルム2世は、ドイツが彼が呼ぶところの「日のあたる場所」であることを保証する大規模な海軍を欲していた。強大な海軍は、ドイツの植民地や権益の獲得の助けになるであろうと考えたのである。ヴィルヘルム2世は同様に海軍拡張に熱心であったティルピッツの支持も受けていた。
1898年に成立した第1次艦隊法は、防衛のための艦隊建設を目的としたものであった。しかし、1900年成立の第2次艦隊法はイギリスに対抗できる艦隊の建設を宣言するものであった。それは17年で戦艦、潜水艦、巡洋艦や他のさまざまな艦艇を建造するものであった。1914年の開戦までにドイツ海軍は世界第2位の規模となり、イギリス海軍の60パーセントの戦力を有するようになった。
ドイツ海軍の増強にイギリスは強い警戒感を持ち、対抗して海軍拡張を開始した。これによりイギリスとドイツの間で建艦競争が始まった。これは両国の緊張を増加させ、第一次世界大戦勃発の一因ともなった。